# 接合 (生物)
接合（せつごう）は、細胞間で生じる現象の一つである。交配型（接合型、配偶型）が適合する細胞同士が接触して、結果的に元と遺伝的に異なる個体を生じるような過程を総じて指す。これとは別に、染色体の対合のことを接合と呼ぶ場合がある。

## 総論
接合と呼ばれる現象には以下のような類型がある。
- 細胞同士が融合して1つの細胞（接合子）を生じるもの[3]
真核生物で広く見られるもので、受精もその一つ。とくに、明確な配偶子を形成せず栄養体が行う場合に接合と呼ぶ傾向がある[2]。
- 細胞間で相互に遺伝情報の交換を行うもの[4]
真核生物のうち繊毛虫の多くでみられるもの。双方に由来する単相の核がカリオガミーを行い複相の合核が生じる点では、真核生物一般の接合と同じである。
- 細胞間で一方向的な遺伝情報の伝達を行うもの[5]
原核生物で広くみられるもの。

いずれも、他個体あるいは他系統との間での遺伝子の交換が行われ、新たな組み合わせを生じるという点で、共通の意味を持つものと考えられる。
いわゆる有性生殖を構成する段階と考えられる。

## 一般的な型
真核生物に見られる典型的なものでは、2つの細胞が互いに融合して1つの細胞となり、その内部で両者の核が融合することで完結する。この場合、融合する細胞を配偶子あるいは配偶細胞と呼び、融合によって生じた細胞を接合子あるいは接合細胞という。単細胞生物ではそれがそのままに接合する例も多く、アオミドロのように、多細胞生物でも栄養体の体細胞がそのまま配偶子として振舞う例もある。しかし、配偶子として特別な細胞を形成するものも多く、多細胞生物のほとんどがそうである。
配偶子に特に分化が見られない場合、そのような配偶子の接合を同型配偶子接合と呼ぶが、配偶子に大小の分化を生じている例が多く、これを異形配偶子接合という。卵と精子はその極端なものであり、その場合の接合のことを特に受精と言う。

## やや特殊な例
配偶子が明確には形成されない例もある。例えばケカビなどの接合菌類は、菌糸から特別な枝を生じその先端部が膨らんで、このようなものが2つ向かい合って融合する。融合で生じた細胞内では両側の菌糸に由来する核が融合するので、それらが配偶子の核にあたると考えられる。そこで、この菌糸の枝の膨らみを配偶子嚢と考え、その内部で配偶子を作るのを省略したと見ることができる。このように配偶子嚢に配偶子を形成されず、配偶子嚢間で接合が行われることを配偶子嚢接合という。被子植物の場合、花粉管内の精子は独立した細胞にならない。その点で先の例に似るが、胚嚢には卵細胞が形成されるので、配偶子配偶子嚢接合ということもある。
担子菌類においては、ごく普通の菌糸の融合が行われる。また、この類と子嚢菌類は、細胞の融合と核の融合とが離れた時期に行われる点でも特殊である。細胞質の融合によって二核となった菌糸は、その状態を保ったままで成長・分裂する。これを二次菌糸と言う。それぞれこの状態は、子嚢や担子器ができるまで維持される。

### 核相
配偶子の接合によって2つの細胞の核が融合するため、接合子の染色体の数は両者を併せたものになる。通常は同じ核相の細胞同士が接合するため、染色体数は倍増する。接合が行われる前に減数分裂が行われ、核相が単相(n)になっているのが普通で、接合によって複相(2n)となる。動物では普通は配偶子の形成される前に減数分裂が行われ、そのままに接合することから、単相の状態は配偶子のみである。しかし、植物や藻類では単相の栄養体を生じる例も多い。接合と減数分裂がどのタイミングで行われるかは、生活環の重要な特徴である。

## 繊毛虫の場合
ゾウリムシなどの繊毛虫類では、かなり様子の異なった現象が接合として知られている。
ゾウリムシの接合は、細胞が融合することがなく接合する二個体が腹面で接触し、終了すると再び分かれる。接触部分で核の行き来が行われる。ゾウリムシの細胞には2種の核があり、大きいのが大核、小さいのが小核と呼ばれる。接合が始まると、大核は消失する。その後に小核が減数分裂を行い、4つに分かれる。この4つのうち2つは消失し、1つが相手の細胞に移動する。それぞれの細胞では残った1つの核と、相手から来た1つの核が融合して、これが新たな小核となる。これで接合は終了し、それぞれの細胞は分かれて行く。大核はその後に小核を元に形成される。
この場合、2つの細胞が完全に融合することはなく、連絡を持つものの、2つの細胞は独立を保つ。しかし、両者の核より減数分裂で生じた核が融合して新しい核を生じる、という面では一般の接合と同じである。また、この方法を、渦虫類のような雌雄同体の動物が、2頭が互いに相手に精子を注入して受精させるのと比較する考えもある。現象的には類似すると言えなくはないが、つながりを考えるのには無理がある。

## 細菌の場合
さまざまな細菌で、細胞間に接触を生じて互いの遺伝子の一部をやり取りする現象が知られており、これを細菌の接合(bacterial conjugation)という。細菌の接合は、多剤耐性細菌の出現を説明する上で極めて重要な現象である。
細菌の接合で伝達されるのはプラスミドであり、プラスミドDNAには薬剤耐性遺伝子がコードされていることがある。このようなプラスミドが接合により薬剤耐性のある個体（供与菌or宿主, donor）から薬剤感受性の個体（受容菌, recipient）に複製されると、受容菌にも新たに当該薬剤の耐性が付与される。
また、難分解性有機化合物（カルバゾールなど）に対する分解能を付与させるプラスミドも存在し、接合によって同様に伝播する。
このように、細菌の接合は遺伝子の水平伝播の大きな要因となっていることが分かっている。